# Lieja-Bastoña-Lieja 1952
La Lieja-Bastogne-Lieja 1952 fue la 38.ª edición de la clásica ciclista Lieja-Bastoña-Lieja. La carrera se disputó el domingo 11 de mayo de 1952, sobre un recorrido de 229 km. El vencedor final fue el suizo Ferdi Kübler (Frejus) que se impuso a sus compañeros de escapada, el belga Henri Van Kerckhove (Mercier-Hutchinson) y el francés Jean Robic (Bottecchia-Ursus), segundo y tercero respectivamente. 

## Clasificación final
| Posición | Ciclista             | Equipo             | Tiempo   |
| -------- | -------------------- | ------------------ | -------- |
| 1        | Ferdi Kübler         | Frejus             | 6h29'08" |
| 2        | Henri Van Kerckhove  | Mercier-Hutchinson | s.t.     |
| 3        | Jean Robic           | Bottecchia-Ursus   | a 15"    |
| 4        | Louison Bobet        | Tebag              | a 3'02"  |
| 5        | Jan Zagers           | -                  | s.t.     |
| 6        | Roger Decock         | Bertin             | s.t.     |
| 7        | Wim Van Est          | Garin-Wolber       | s.t.     |
| 8        | Gottfried Weilenmann | Guerra-Ursus       | s.t.     |
| 9        | Maurice Quentin      | -                  | s.t.     |
| 10       | Jean de Gribaldy     | Terrot             | s.t.     |